# Lijst van voetbalinterlands Papoea-Nieuw-Guinea - Tahiti
Deze lijst van voetbalinterlands is een overzicht van alle officiële voetbalwedstrijden tussen de nationale teams van Papoea-Nieuw-Guinea en Tahiti. De landen hebben tot op heden acht keer tegen elkaar gespeeld. De eerste ontmoeting was op 9 juli 2002, tijdens de OFC Nations Cup 2002 in Auckland (Nieuw-Zeeland). Het laatste duel, een groepswedstrijd tijdens de OFC Nations Cup 2024, werd gespeel in Suva (Fiji) op 19 juni 2024.

## Wedstrijden
| № | Plaats       | Datum            | Competitie                  | Wedstrijd                    | Uitslag |
| - | ------------ | ---------------- | --------------------------- | ---------------------------- | ------- |
| 1 | Auckland     | 9 juli 2002      | OFC Nations Cup 2002        | Tahiti − Papoea-Nieuw-Guinea | 3 − 1   |
| 2 | Suva         | 3 juli 2003      | Zuid-Pacifische Spelen 2003 | Tahiti − Papoea-Nieuw-Guinea | 3 − 0   |
| 3 | Nouméa       | 1 september 2011 | Pacifische Spelen 2011      | Tahiti − Papoea-Nieuw-Guinea | 1 − 1   |
| 4 | Port Moresby | 1 juni 2016      | WK 2018 kwalificatie        | Papoea-Nieuw-Guinea − Tahiti | 2 − 2   |
| 5 | Port Moresby | 23 maart 2017    | WK 2018 kwalificatie        | Papoea-Nieuw-Guinea − Tahiti | 1 − 3   |
| 6 | Papeete      | 28 maart 2017    | WK 2018 kwalificatie        | Tahiti − Papoea-Nieuw-Guinea | 1 − 2   |
| 7 | Honiara      | 30 november 2023 | Pacifische Spelen 2023      | Tahiti − Papoea-Nieuw-Guinea | 2 − 0   |
| 8 | Suva         | 19 juni 2024     | OFC Nations Cup 2024        | Papoea-Nieuw-Guinea − Tahiti | 1 − 1   |

## Samenvatting
| Competitie               | Totaal gespeeld | Winst Pap.-Nw-Guin. | Gelijk | Winst Tahiti | Doelsaldo Pap.-Nw-Guin. – Tahiti |
| ------------------------ | --------------- | ------------------- | ------ | ------------ | -------------------------------- |
| WK-kwalificatie          | 3               | 1                   | 1      | 1            | 5 − 6                            |
| OFC Nations Cup          | 2               | 0                   | 1      | 1            | 2 − 4                            |
| (Zuid-)Pacifische Spelen | 3               | 0                   | 1      | 2            | 1 − 6                            |
| Totaal                   | 8               | 1                   | 3      | 4            | 8 − 16                           |

PNGFA · 
A-internationals · 
Vrouwenelftal van Papoea-Nieuw-Guinea
1969 – 1979 · 
1980 – 1989 · 
1990 – 1999 · 
2000 – 2009 · 
2010 – 2019 ·
2020 − 2029
Amerikaans-Samoa ·
Australië ·
Centraal-Afrikaanse Republiek ·
China ·
Cookeilanden ·
Fiji ·
Filipijnen ·
Indonesië ·
Iran ·
Liberia ·
Maleisië ·
Nieuw-Caledonië ·
Nieuw-Zeeland ·
Salomonseilanden ·
Samoa ·
Singapore ·
Sri Lanka ·
Tahiti ·
Thailand ·
Tonga ·
Vanuatu
FTF · 
A-internationals · 
Tahitiaans vrouwenelftal
1989 – 1999 · 
2000 – 2009 · 
2010 – 2019
Amerikaans-Samoa ·
Australië ·
Cookeilanden ·
Fiji ·
Nieuw-Caledonië ·
Nieuw-Zeeland ·
Nigeria ·
Papoea-Nieuw-Guinea ·
Salomonseilanden ·
Samoa ·
Spanje ·
Tonga ·
Uruguay ·
Vanuatu